# Orientalisk kackerlacka
Orientalisk kackerlacka (Blatta orientalis) är en art i djurgruppen kackerlackor. Arten är huvudsakligen känd som skadedjur i människans förråd. Det är en av de vanligaste kackerlackorna på jorden. Enligt Catalogue of Life har den inga underarter.

## Beskrivning
Kroppen är glänsande rödbrun till mörkbrun. Arten har ofullständig förvandling, vilket innebär att larverna, de så kallade nymferna, ser ut som mindre, vinglösa kopior av föräldrarna, och att de saknar något puppstadium. Nymferna hos denna art är dessutom mörkare och mattare än föräldrarna. Hanen är slankare än honan, och har längre vingar än henne. Inget av könen kan emellertid flyga. Hanen blir 17 till 30 mm lång, och honan 20 till 30 mm. Hanens flygvingar har en längd av 10 till 16 mm mot honans 3 till 6 mm. Hanen väger omkring 450 mg, och honan omkring 950 mg.

## Utbredning
Även om den orientaliska kackerlackan trots sitt namn tros härstamma från Afrika (eller möjligtvis Ryssland) har den spritt sig till nästan alla länder i världen, och får nu betraktas som en kosmopolit.

## Ekologi
Arten lever på eller nära marken och föredrar fuktiga, varma och skuggiga miljöer, som källare, krypgrunder, kloaker, avloppsrör och under diskbänkar och tvättställ. Den föredrar ett temperaturintervall på 20 till 29º C. Speciellt i kyligare klimat, som Skandinavien, lever den gärna inomhus, som skolor, varuhus, restauranger, hotell, lagerbyggnader, växthus, tvätterier och bostadshus. Även här kan den emellertid uppträda utomhus, exempelvis på soptippar, där det ruttnande materialet alstrar värme. Den orientaliska kackerlackan kan inte flyga, trots att i alla fall hanen har vingar, utan tar sig fram till fots, vanligtvis i ganska maklig takt.

### Föda
Arten är en allätare som främst lever på dött material som döda växt- och djurdelar samt avskräde. Framför allt uppskattar den föda som är rik på kolhydrater som socker och stärkelse.

### Fortplantning
Den orientaliska kackerlackan har ingen speciell lektid utan parar sig året om. Arten har ofullständig förvandling: De larver som kläcks ur äggen, ser ut som de vuxna insekterna fast mindre. De växer genom att ömsa hud, vanligen 7 till 10 gånger. Honan bär med sig äggen i en äggkapsel som rymmer mellan 14 och 16 ägg. Äggkapseln är avlång, omkring 10 mm lång och 6,5 mm bred samt bärs stickande ut från bakkroppen. Honan bär med sig äggen mellan ett halvt till fem dygn, varpå hon lämnar äggkapseln på någon varm och skyddad plats med tillgång på mat. Nymferna kläcks efter ungefär två månader och blir fullvuxna efter omkring ett år. De vuxna djuren lever mellan en och sex månader.

## Betydelse för människan
Arten är en smittospridare som är en vektor för flera sjukdomar som dysenteri, matförgiftning och andra gastroenteriter. Arten kan även avge skarpt luktande utsöndringar som gör maten den äter av olämplig som människoföda. Dessutom misstänker man att exkrementer och hudfragment kan orsaka astma hos barn.